# 羅卿瑗

羅卿瑗

羅 卿瑗（ナ・ギョンウォン、朝: 나경원、1963年12月6日 - ）は、大韓民国の裁判官、弁護士、政治家。第17・18・19・20・22代韓国国会議員。カトリック教徒。ソウル出身。

## 経歴
- 1982年、ソウル大学校法科大学入学
- 1986年、ソウル大学校法科大学卒業
- ソウル大学校大学院法学修士
- ソウル大学校大学院国際法学博士修了
- 1992年、司法試験合格

### 判事・政治家としての活躍
司法研修院42期修了後、1995年釜山地方法院判事に任命され4年間務める。以降1999年仁川地方法院、2002年ソウル行政法院まで7年6か月間で判事として活動していた。
2002年、セヌリ党の前身であるハンナラ党の李会昌大統領候補の女性特別補佐官となり政治活動を開始。2004年にハンナラ党から国会議員に立候補し当選した。2011年ソウル市長補欠選挙では、保守系の統一候補として戦うも朴元淳に敗れる。2015年2月からは女性初の外交統一委員長に就任した。
2018年12月11日、セヌリ党から改名した自由韓国党の院内代表に選出された。在任中の2019年3月12日、韓国国会で文在寅政権の政策を批判する演説の中で、文大統領を「金正恩の首席報道官」と表現し物議を醸した。2019年7月23日、来韓したジョン・ボルトンと会談。野党指導者としては唯一の会談相手とみられている。
尹錫悦政権では2022年10月14日より大統領直属の低出産・高齢社会委員会副委員長、気候環境大使を務めたが、2023年1月に辞職した。
2024年の第22代総選挙では安哲秀と共に国民の力共同選対委員長を務め、銅雀区乙選挙区から出馬することとなった。

## 対日関係
2015年4月1日に来日。岸田文雄外相、谷垣禎一自民党幹事長、土屋品子外務委員長など国会議員と会談。野田聖子に対しては、韓国を訪問して慰安婦被害者と面会するよう提案を行っている。帰国後、インタビューで竹島に関する日本政府の姿勢に対して、もっと積極的な措置を取るべきだと主張。
2015年6月13日、ソウルワールドカップ競技場で開催された日韓国会議員によるサッカー大会に参加。試合後に、当時、日本が進めていた軍艦島のユネスコ世界文化遺産登録申請に触れ、「強制徴用された韓国人がいた。この部分の歴史的事実を明確に記載してほしい」と述べている。
2016年には、10人の国会議員からなる「国会独島訪問団」の団長に就任。同年8月15日、日本政府からの抗議を無視する形でヘリコプターで竹島を訪問して独島警備隊を激励した。同島には2018年11月にも、他の国会議員らとともに上陸した。
文在寅政権に対して厳しい姿勢を取り続けていることから、政権与党や革新派からは親日派として「安倍首相の首席報道官」、羅卿ウォンと安倍を掛けて「ナベ」と批判の対象になっている。

## エピソード
祖父は全羅南道霊岩郡出身、父親は忠清北道永同郡出身、本人はソウル市銅雀区出身である。
夫の金載昊も判事で、ダウン症候群を患う娘がいる。
曹国はソウル大学校法科大学82学番の同級生である。曹は2011年の対談録で羅について、「社会問題に関心がない模範生」「ノートが上手で、たまに借りたこともある」とした。
2019年4月29日、選挙制度改革法案のファストトラック（無修正一括承認手続き）指定をめぐり、国会会議場の前に横たわって抗議デモを行った。その際、くまモンの靴下を履いていたために「親日派」との批判を浴びた。これに対し、「随行室長に渡された靴下を履いただけ」と弁明している。
2020年の第21代総選挙の選挙運動で、「民主党が私を殺しに出た」「私は彼らにとって最も厄介で怖い人だ」と言った。